# Ancestral Visions of the Future
Ancestral Visions of the Future ist ein französisch-lesothischer Spielfilm von Lemohang Mosese aus dem Jahr 2025.

## Inhalt
Auf einer Traumreise bewegt sich eine Junge in Lesotho durch Mythos und Gegenwart. Dabei trifft er seine Mutter und entdeckt Themen von Heimat und Identität. Teil des Amalgams ist die afrikanische Philosophie Ubuntu sowie ein Bewusstsein von Kolonialismus und Sklaverei.

## Produktion

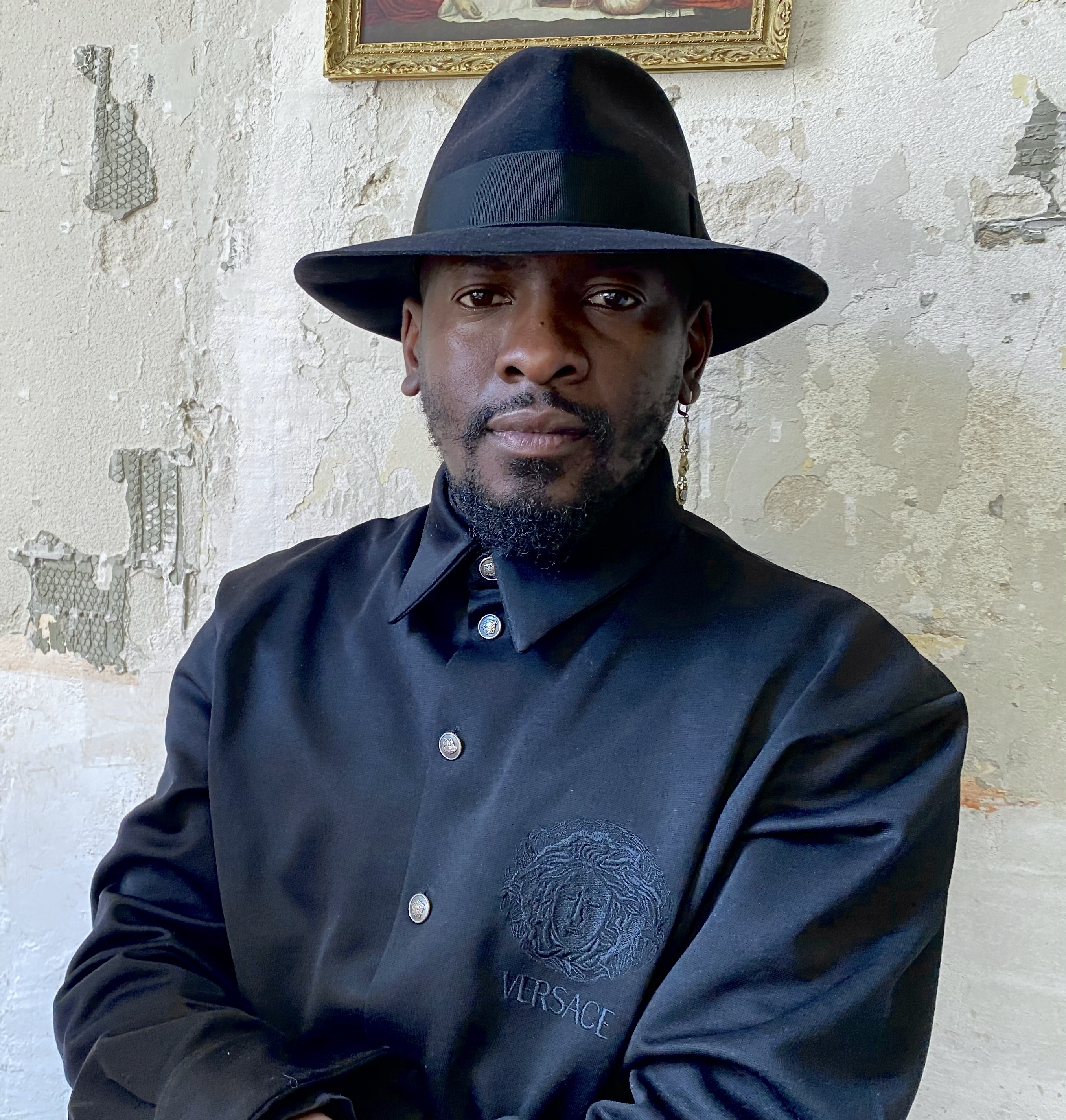
Lemohang Mosese (2020)

Der Film basiert auf einer Ausstellung von Regisseur Mosese, die er 2023 bei den Berliner Festspielen aufführte. Diese hatte denselben Namen und war in das Programm „Performing Exiles“ eingebunden.
Er wurde bereits bei den Internationalen Filmfestspielen von Venedig intern gezeigt und Mosese beschreibt ihn als bisher persönlichstes biografisches Werk und als allegorisches Essay.
Der Film wurde von Agat Films produziert und feierte am 20. Februar bei der Berlinale 2025 in der Sektion Berlinale Special Premiere. Er wird teils als Dokumentarfilm bezeichnet.